# الردة (ماهلية)

تعديل مصدري - تعديل

الردة هي إحدى قرى عزلة حلاقة ال حسين بمديرية ماهلية التابعة لمحافظة مأرب، بلغ تعداد سكانها 131 نسمة حسب تعداد اليمن لعام 2004.